# Eleccions federals alemanyes de 1990
Les eleccions federals alemanyes de 1990 se celebraren el 2 de desembre de 1990 per a elegir els membres del Bundestag de la República Federal d'Alemanya.
| ← Eleccions federals alemanyes, 2 de desembre de 1990 → |                                           |            |                     |                      |                |                      |                       |
|                                                         | Partit                                    | Vots       | Percentatge de vots | Diferència vers 1987 | Total d'escons | Diferència vers 1987 | Percentatge d' Escons |
|                                                         | Unió Demòcrata Cristiana d'Alemanya (CDU) | 17.055.116 | 36,7%               | +2,3%                | 268            | +94                  | 40,5%                 |
|                                                         | Partit Socialdemòcrata (SPD)              | 15.545.366 | 33,5%               | -3,5%                | 239            | +53                  | 36,1%                 |
|                                                         | Unió Social Cristiana (CSU)               | 3.302.980  | 7,1%                | -2,7%                | 51             | +2                   | 7,7%                  |
|                                                         | Partit Democràtic Lliure (FDP)            | 5.123.233  | 11,0%               | +1,9%                | 79             | +33                  | 11,9%                 |
|                                                         | Els Verds (Oest)                          | 1.788.200  | 3,8%                | -4,5%                | 0              | -42                  | 0,0%                  |
|                                                         | Aliança 90/Els Verds (Est)                | 559.207    | 1,2%                | +1,2%                | 8              | +8                   | 1,2%                  |
|                                                         | Partit del Socialisme Democràtic (PDS)    | 1.129.578  | 2,4%                | +2,4%                | 17             | +17                  | 2,6%                  |
|                                                         | Altres                                    | 1.952.092  | 4,2%                |                      | 0              |                      | 0,0%                  |
|                                                         | Totals                                    | 46.455.772 | 100,0%              |                      | 662            | +165                 | 100,0%                |

## Post-elecció
Aquestes foren les primeres eleccions democràtiques de l'Alemanya unificada. La coalició del bloc CDU/CSU i el FDP torna a guanyar i Helmut Kohl continua com a Canceller.